# Ohrdrufer Platte

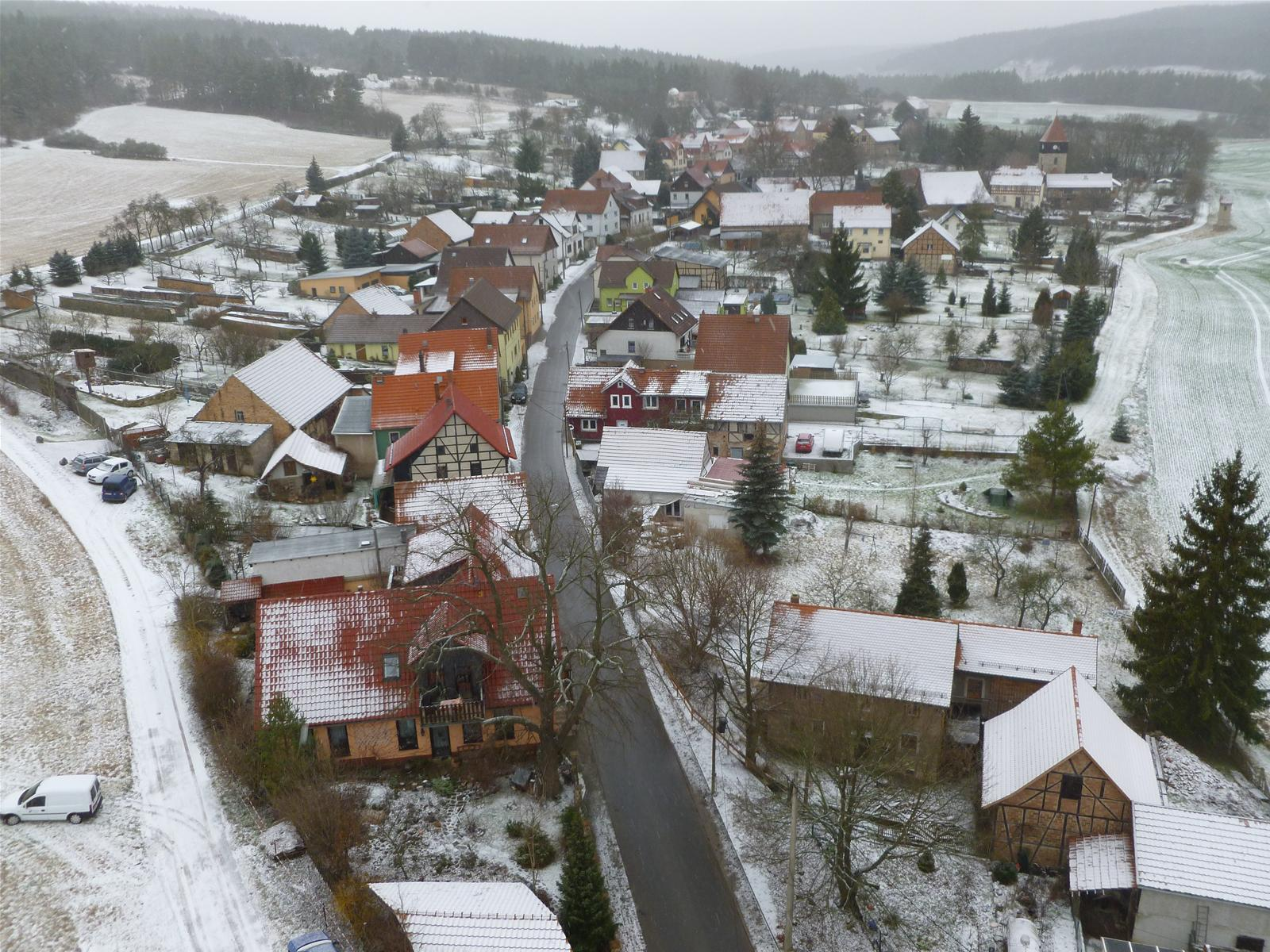
Winterliche Landschaft bei Espenfeld

Die Ohrdrufer Platte ist Teil der südlichen Muschelkalkeinrahmung des Thüringer Beckens und gleichzeitig der westliche Abschnitt der Ilm-Saale- und Ohrdrufer Platte im Grenzbereich der Landkreise Gotha und Ilm-Kreis in Thüringen.
Sie liegt zwischen dem Thüringer Wald im Süden und Arnstadt im Norden. Sie teilt sich in die Ohrdrufer Platte im engeren Sinne westlich des Geratales und die Ohrdrufer Platte im erweiterten Sinne, welche noch die östlich anschließenden  Reinsberge bis zum Wipfratal umfasst.
Der hiesige Artikel beschränkt sich im Folgenden auf den Westteil, der sich westlich der Gera erstreckt.

## Geographische Lage
Die „Ohrdrufer Platte im engeren Sinne“ befindet sich zwischen dem Thüringer Wald im Süden, der namensgebenden Stadt Ohrdruf im Westen, dem Drei Gleichengebiet im Norden, und der Gera bei Plaue im Osten. Arnstadt grenzt unmittelbar im Nordosten an den Gebirgszug.

## Naturräumliche Zuordnung
Die Ohrdrufer Platte (im engeren Sinne) stellt den westlichen Teil der naturräumlichen Muschelkalk-Haupteinheit Ilm-Saale- und Ohrdrufer Platte (474) innerhalb der Haupteinheitengruppe Thüringer Becken (mit Randplatten) (47/48) dar. Nach Osten schließen sich die Reinsberge an und weiter nach Nordosten die Ilm-Saale-Platte.
Die nur innerthüringisch existierende Gliederung Die Naturräume Thüringens der Thüringer Landesanstalt für Umwelt und Geologie (TLUG) zählt sie zu den Muschelkalk-Platten und -Bergländern.
Benachbarte Landschaften und Naturräume sind im Uhrzeigersinn:
- der Thüringer Wald im Süden und Südwesten
- die Ohrdrufer Bucht innerhalb des Westthüringer Berg- und Hügelland im Westen
- das Drei-Gleichen-Gebiet entlang der Eichenberg–Gotha–Saalfelder Störungszone mit dem dahinter liegenden Thüringer Becken im Norden
- die Reinsberge im Osten

## Landschaft

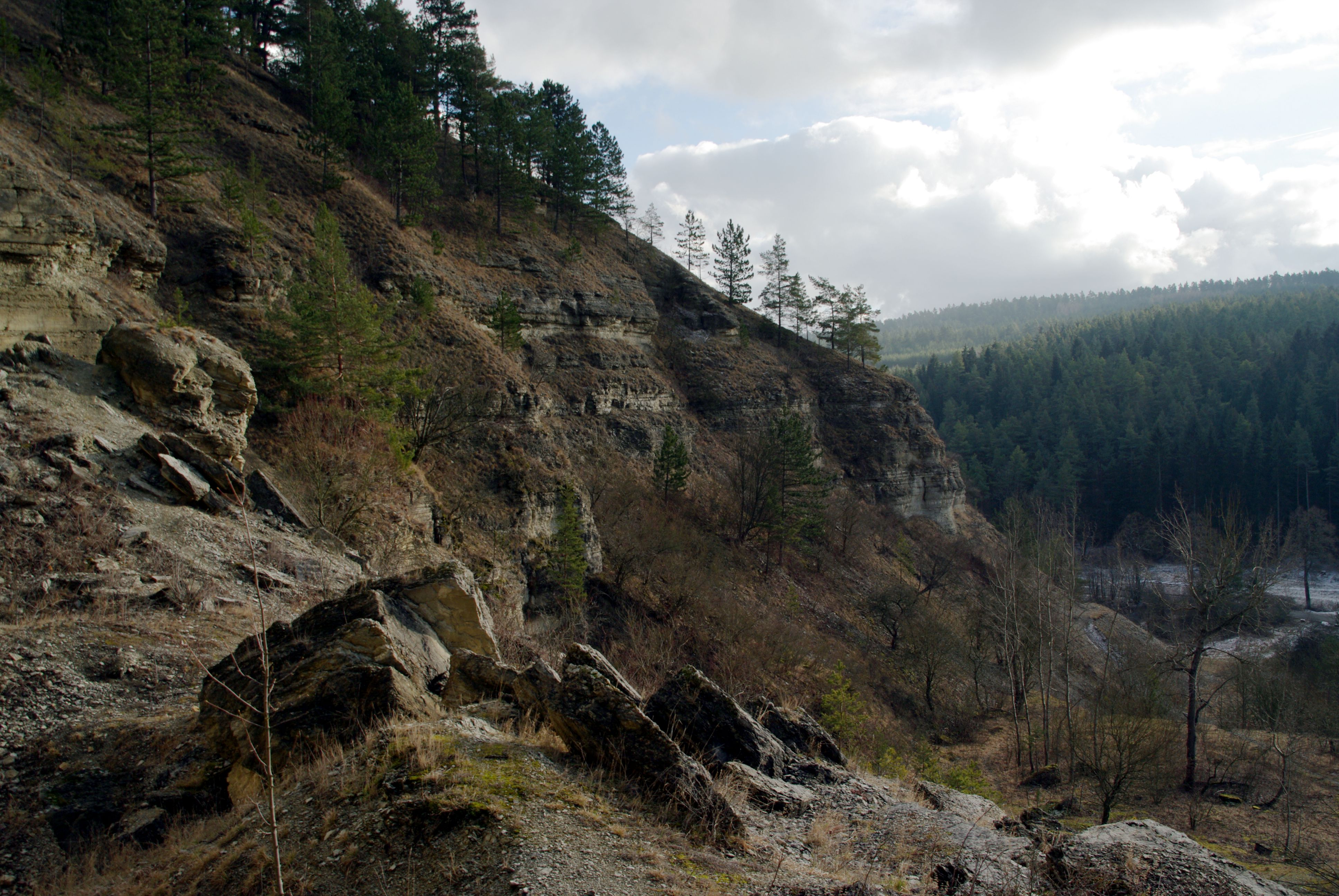
Das Jonastal südlich von Arnstadt

Die flach nach Norden geneigte wasserarme Muschelkalk-Hochfläche wird durch einzelne Täler insbesondere im östlichen Teil stark gegliedert.  Das Plateau wird durch eine Kalksteinflora bestimmt, stärker bewaldet sind die steileren Abschnitte im Osten und Süden. Die Ohrdrufer Platte lässt sich in folgende Landschaftsteile gliedern:
- die flachere und überwiegend unbewaldete westliche Ohrdrufer Platte mit dem Truppenübungsplatz Ohrdruf
- das Jonastal
- das Plateau von Gossel
- den südöstlichen Teil zwischen der Wilden Gera und dem Reichenbach südlich von Plaue

## Erhebungen
Folgende Erhebungen der einzelnen Landschaftsteile sind erwähnenswert:
- Westteil
  - Baumgarten (505,6 m), nordöstlich von Wölfis
  - Musketierberg (460,6 m), nordöstlich von Ohrdruf mit dem nördlichen Ausläufer Hainberg (460,0 m) südlich von Wechmar
  - Goldberg (453,8 m), südöstlich von Ohrdruf
  - Hardt (452,2 m), nördlich von Wölfis
  - namenloser Berg (446 m), südlich von Mühlberg
- Plateau von Gossel
  - Ebanotte (517,8 m), östlich von Gossel
  - namenloser Berg (510,1 m), westlich von Plaue
  - Habichtsleite (499,9 m), südöstlich von Crawinkel
  - Alteburg (398,2 m), südwestlich von Arnstadt
- Südostteil
  - Weißer Stein (532,2 m), südlich von Angelroda
  - Kammberg (525,8 m), östlich von Gräfenroda
  - Bringeberg (483,9 m), nördlich von Geraberg